# Fish River (vattendrag i Australien, New South Wales)
Fish River är ett vattendrag i Australien. Det ligger i delstaten New South Wales, i den sydöstra delen av landet, omkring 150 kilometer väster om delstatshuvudstaden Sydney.
Trakten runt Fish River består till största delen av jordbruksmark. Trakten runt Fish River är nära nog obefolkad, med mindre än två invånare per kvadratkilometer. Genomsnittlig årsnederbörd är 966 millimeter. Den regnigaste månaden är februari, med i genomsnitt 180 mm nederbörd, och den torraste är oktober, med 44 mm nederbörd.